# Henry Worsley
Alastair Edward Henry Worsley (Londra, 4 ottobre 1960 – Punta Arenas, 24 gennaio 2016) è stato un militare ed esploratore britannico.
Nel 2009 prese parte ad una spedizione che ritrovò e seguì le tracce della famosa spedizione antartica britannica Nimrod, guidata da Ernest Henry Shackleton nel 1907.
Morì nel gennaio del 2016 cercando di completare la prima traversata antartica in solitaria.

## Biografia
Henry Worsley nacque a Londra il 4 ottobre 1960, unico figlio del Generale Richard Worsley e della sua prima moglie Sarah Anne Mitchell. 
Era un lontano parente di Frank Worsley, il capitano della nave Endurance che tra il 1914 e il 1917 partecipò alla spedizione Endurance guidata da Ernest Henry Shackleton.
Servì come soldato nella British Army per 36 anni, dapprima all'interno del corpo dei Royal Green Jackets e, più tardi, dei The Rifles.
Promosso tenente colonnello comandò il secondo battaglione dei Royal Green Jackets durante l'operazione militare britannica in Afghanistan nota come "Operation Veritas", parte della generale "Operazione Enduring Freedom".
Prestò servizio anche in Irlanda del Nord, Bosnia e Kosovo. È stato insignito dell'Ordine dell'Impero Britannico nel 1993 per la missione svolta in Irlanda del Nord e nel 2002 ricevette la Queen's Commendation for Valuable Service per la missione svolta in Jugoslavia nel 2001. Si è congedato dall'esercito nell'ottobre del 2015.

## Spedizioni antartiche
Nel 2008 ha guidato una spedizione in Antartide per aprire una nuova pista attraverso i Monti Transantartici fino a giungere a 157 chilometri dal Polo Sud. La spedizione commemorava il centenario della spedizione Nimrod guidata da Shackleton.
Ritornò in Antartide nel 2011 alla guida di una squadra di sei esploratori impegnati a ricercare le tracce della spedizione effettuata da Roald Amundsen nel 1912, durante l'anno del suo centenario. Completando questa spedizione diventò il primo uomo a compiere con successo le tre piste aperte in Antartide da Shackleton, Amundsen, e Robert Falcon Scott.

### Ultima spedizione
Alla fine del 2015 Henry Worsley partì per un'ultima spedizione con l'intento di compiere una traversata dell'Antartide in solitaria, seguendo lo spirito del suo eroe, Ernest Shackleton e di raccogliere fondi per l'associazione Endeavour Fund, in aiuto ai reduci e ai feriti delle forze armate britanniche. La spedizione ricevette il patrocinio del principe William, duca di Cambridge. suo amico personale.
La traversata fu compiuta a piedi senza l'ausilio di mezzi a motore né di una vela da kite per aiutarlo a trainare la sua slitta di 150 km, vela che invece venne utilizzata da Børge Ousland nella sua traversata del 1997.
Partì dall'isola Berkner il 13 novembre 2015 con l'obiettivo di completare il viaggio in 80 giorni. Percorse 1469 km in 69 giorni ma, arrivato al settantunesimo giorno di viaggio e a soli 48 chilometri dalla meta, fu costretto a fermarsi da un importante malore e da una severa disidratazione. Richiesto aiuto via radio fu trasportato in elicottero a Punta Arenas in Cile dove gli fu diagnosticata una peritonite batterica. Fu operato d'urgenza ma morì ugualmente il 24 gennaio 2016, all'età di 55 anni.

## Famiglia
Worsley viveva a Fulham, un quartiere di Londra. Era sposato dal 20 febbraio 1993 con Joanna Stainton con la quale ha avuto due figli

## Opere
- In Shackleton's Footsteps: A Return To The Heart Of The Antarctic. Lyons Press, 2011. ISBN 978-0-762-77763-1